# Primera Liga de Eslovenia 2005-06
La PrvaLiga de Eslovenia 2005-06 fue la 15.ª edición de la máxima categoría del fútbol esloveno. Inició el 24 de julio de 2005 y finalizó el 3 de junio de 2006. El campeón fue el ND Gorica, que conquistó su cuarto título, tercero de manera consecutiva.

## Tabla de posiciones
| Pos | Equipo        | PJ | PG | PE | PP | GF | GC | Dif | Pts |
| --- | ------------- | -- | -- | -- | -- | -- | -- | --- | --- |
| 1   | Gorica        | 36 | 21 | 10 | 5  | 75 | 30 | +45 | 73  |
| 2   | Domžale       | 36 | 20 | 11 | 5  | 69 | 28 | +41 | 71  |
| 3   | Koper         | 36 | 16 | 9  | 11 | 49 | 39 | +10 | 57  |
| 4   | Maribor       | 36 | 16 | 6  | 13 | 51 | 42 | +9  | 54  |
| 5   | Drava Ptuj    | 36 | 15 | 9  | 12 | 50 | 46 | +4  | 54  |
| 6   | Celje         | 36 | 15 | 4  | 17 | 48 | 59 | –11 | 49  |
| 7   | Nafta Lendava | 36 | 13 | 7  | 16 | 42 | 52 | –10 | 46  |
| 8   | Primorje      | 36 | 11 | 10 | 15 | 43 | 50 | –7  | 43  |
| 9   | Bela Krajina  | 36 | 7  | 13 | 16 | 35 | 61 | –26 | 34  |
| 10  | Rudar Velenje | 36 | 2  | 9  | 25 | 28 | 83 | –55 | 15  |

PJ = Partidos jugados; PG = Partidos ganados; PE = Partidos empatados; PP = Partidos perdidos; GF = Goles anotados; GC = Goles recibidos; Dif = Diferencia de goles; Pts = Puntos
|  | Liga de Campeones de la UEFA |
|  | Copa UEFA                    |
|  | Copa Intertoto de la UEFA    |
|  | Promoción de descenso        |
|  | Descenso a la 2. SNL         |

| Bandera de Eslovenia        |
| Campeón ND Gorica 4° título |

### Promoción de descenso
| Equipo 1        | Agr. | Equipo 2    | Ida | Vuelta |
| --------------- | ---- | ----------- | --- | ------ |
| NK Bela Krajina | 2-2  | NK Dravinja | 2-2 | 0-0    |

Bela Krajina se mantiene en la categoría gracias a la regla del gol de visitante.